# اولگی
اولگی (به زبان مغولی: Өлгий сум، [Ölgij sum]؛ ᠥᠯᠦᠭᠡᠢ ᠰᠤᠮᠤ، [ölögei sumu])(به زبان قزاقی: Өлгей сұмыны، ولگەي سۇمىنى‎) شهر، شهرستان، و مرکز اداری استان بایان‌اولگی در کشور مغولستان است که در سال ۲۰۲۳ میلادی دارای ۴۰٬۹۶۳ نفر جمعیت بود.

## تاریخ
اولگی، از حدود ۳۰۰ سال پیش به این سو، روستایی قزاق بوده. پس از تشکیل دولت مستقل مغولستان در سال ۱۹۱۱ میلادی و قرار گیری این منطقه تحت تابعیت مغولستان، و پس از انقلاب اکتبر در شوروی، مردم قزاق بسیاری برای فرار از حاکمیت نظام کمونیستی، و محدودیت‌های اقتصادی، سیاسی، اجتماعی، و مذهبیِ آن، به این منطقه کوچ کرده و ساکن اولگی شدند. در آن سال‌ها، اولگی مبدل به بزرگترین شهر قزاق در مغولستان، و مرکز اسلامی و فرهنگی برای مردم قزاق شد. این روند تا حدود دههٔ ۱۹۳۰ میلادی ادامه داشت.
در دههٔ ۱۹۳۰ میلادی، سیاست دولت مغولستان، مبنی بر سرکوب و حذف نفوذ اسلام و حذف فرهنگ و زبان قزاقی در این کشور قرار گرفت. در این دوران، مسجد اصلی اولگی تخریب شده و امام این شهر اعدام شد. 
در سال ۱۹۳۹ میلادی، سیاست دولت مغولستان بار دیگر تغییر کرد. در این سال، استان بایان‌اولگی به عنوان استانی اکثریت قزاق تاسیس شد و اولگی به عنوان مرکز آن برگزیده شد.
با سقوط شوروی در سال ۱۹۹۰ میلادی، و تاسیس دولت مستقل قزاقستان، بخش قابل توجهی از جمعیت اولگی، معادل حدود ۲۵٪ آن، به دنبال زندگی بهتر در حاکمیت دولت آزاد قزاق، به آن کشور کوچ کردند، و به همین دلیل، این شهر دچار افت نسبی شد. اما امروزه، این روند برعکس شده، و شهر اولگی مجددا در حال رشد بوده، و مردم قزاق در این شهر، از امکانات آموزشی، مذهبی، و فرهنگی قزاقی بهره‌مند می‌باشند.

## تقسیمات اداری
شهرستان اولگی متشکل از ۱۳ قصبه (باغ) می‌باشد، شامل:
- آئیلِ جدید (شینه‌آیل/جانگی‌آویل)
  - (مغولی: Шинэ айл баг، [Šine ajl bag]؛ ᠰᠢᠨ᠎ᠡ ᠠᠶᠢᠯ ᠪᠠᠭ، [šin-e ayil baɣ])
  - (قزاقی: Жаңа ауыл бағы، جاڭا اۋىل باعى‎)
- ایخ‌بولان
  - (مغولی: Их булан баг، [Ix bulan bag]؛ ᠶᠡᠬᠡ ᠪᠤᠯᠤᠩ ᠪᠠᠭ، [yeke buluŋ baɣ])
  - (قزاقی: Их бұлан бағы، يح بۇلان باعى‎)
- بوخن‌اول
  - (مغولی: Бөхөн-Уул баг، [Böxön-Uul bag]؛ ᠪᠥᠭᠦᠩ ᠠᠭᠤᠯᠠ ᠪᠠᠭ، [bögüŋ aɣula baɣ])
  - (قزاقی: Бөхын-Ұл бағы، بۇحىن ۇل باعى‎)
- بورگِد (بورکیت)
  - (مغولی: Бүргэд баг، [Bürged bag]؛ ᠪᠦᠷᠭᠦᠳ ᠪᠠᠭ، [bürgüd baɣ])
  - (قزاقی: Бүркіт бағы، بۇركىت باعى‎)
- جارغالانت 
  - (مغولی: Жаргалант баг، [Žargalant bag]؛ ᠵᠢᠷᠭᠠᠯᠠᠩᠲᠤ ᠪᠠᠭ، [jirɣalaŋtu baɣ])
  - (قزاقی: Жарғалант бағы، جارعالانت باعى‎)
- چاغان‌اِرِگ
  - (مغولی: Цагаан эрэг баг، [Cagaan ereg bag]؛ ᠴᠠᠭᠠᠨ ᠡᠷᠭᠢ ᠪᠠᠭ، [čaɣan ergi baɣ])
  - (قزاقی: Шаған ерег бағы، شاعان ەرەگ باعى‎)
- خار سای (قره سای)
  - (مغولی: Хар сай баг، [Xar caj bag]؛ ᠬᠠᠷ᠎ᠠ ᠰᠠᠶᠢ ᠪᠠᠭ، [qar-a sayi baɣ])
  - (قزاقی: Қара сай бағы، قارا ساي باعى‎)
- خوتغور (قوتغیر)
  - (مغولی: Хотгор баг، [Xotgor bag]؛ ᠬᠣᠲᠣᠭᠣᠷ ᠪᠠᠭ، [qotuɣur baɣ])
  - (قزاقی: Қотғыр бағы، قوتعىر باعى‎)
- خوست آرال (قوست آرال)
  - (مغولی: Хуст арал баг، [Xust aral bag]؛ ᠬᠤᠰᠤᠲᠤ ᠠᠷᠠᠯ ᠪᠠᠭ، [qusutu aral baɣ])
  - (قزاقی: Құст арал бағы، قۇست آرال باعى‎)
- خوفد‌ غول
  - (مغولی: Ховд гол баг، [Xovd gol bag]؛ ᠬᠣᠪᠳᠤ ᠭᠣᠣᠯ ᠪᠠᠭ، [qobdu ɣoul baɣ])
  - (قزاقی: Ховд қол бағы، حوۆد قول باعى‎)
- خوخ‌تولغوی (کوک‌تولاغای)
  - (مغولی: Хөх толгой баг، [Xöx tolgoj bag]؛ ᠬᠥᠬᠡ ᠲᠣᠯᠤᠭᠠᠢ ᠪᠠᠭ، [köke toluɣai baɣ])
  - (قزاقی: Көк толағай бағы، كوك تولاعاي باعى‎)
- خوخ‌خاد (کوک‌خاد)
  - (مغولی: Хөх хад баг، [Xöx xad bag]؛ ᠬᠥᠬᠡ ᠬᠠᠳᠠ ᠪᠠᠭ، [köke qada baɣ])
  - (قزاقی: Көк хад бағы، كوك حاد باعى‎)
- نوغون‌توگل 
  - (مغولی: Ногоон төгөл баг، [Nogoon tögöl bag]؛ ᠨᠣᠭᠤᠭᠠᠨ ᠲᠥᠭᠡᠯ ᠪᠠᠭ، [noɣuɣan tögel baɣ])
  - (قزاقی: Ноғын төгіл бағы، نوغۇن توگىل باعى‎)

## اقلیم اولگی
| داده‌های اقلیم اولگی               | داده‌های اقلیم اولگی | داده‌های اقلیم اولگی | داده‌های اقلیم اولگی | داده‌های اقلیم اولگی | داده‌های اقلیم اولگی | داده‌های اقلیم اولگی | داده‌های اقلیم اولگی | داده‌های اقلیم اولگی | داده‌های اقلیم اولگی | داده‌های اقلیم اولگی | داده‌های اقلیم اولگی | داده‌های اقلیم اولگی | داده‌های اقلیم اولگی |
| ماه                               | ژانویه              | فوریه               | مارس                | آوریل               | مه                  | ژوئن                | ژوئیه               | اوت                 | سپتامبر             | اکتبر               | نوامبر              | دسامبر              | سال                 |
| --------------------------------- | ------------------- | ------------------- | ------------------- | ------------------- | ------------------- | ------------------- | ------------------- | ------------------- | ------------------- | ------------------- | ------------------- | ------------------- | ------------------- |
| سابقهٔ بیش‌ترین °C (°F)             | ۴٫۲ (۴۰)            | −۰٫۲ (۳۲)           | ۱۶٫۸ (۶۲)           | ۲۳٫۲ (۷۴)           | ۲۹٫۳ (۸۵)           | ۳۱٫۶ (۸۹)           | ۳۲٫۰ (۹۰)           | ۳۲٫۳ (۹۰)           | ۲۶٫۵ (۸۰)           | ۲۰٫۹ (۷۰)           | ۱۲٫۸ (۵۵)           | ۸٫۵ (۴۷)            | ۳۲٫۳ (۹۰)           |
| میانگین بیش‌ترین °C (°F)           | −۱۰٫۷ (۱۳)          | −۶٫۹ (۲۰)           | ۱٫۲ (۳۴)            | ۹٫۰ (۴۸)            | ۱۶٫۱ (۶۱)           | ۲۱٫۲ (۷۰)           | ۲۲٫۶ (۷۳)           | ۲۱٫۲ (۷۰)           | ۱۵٫۵ (۶۰)           | ۶٫۹ (۴۴)            | −۲٫۴ (۲۸)           | −۹٫۲ (۱۵)           | ۷٫۰۴ (۴۴٫۷)         |
| میانگین روزانه °C (°F)            | −۱۷٫۱ (۱)           | −۱۴٫۷ (۶)           | −۶٫۷ (۲۰)           | ۱٫۷ (۳۵)            | ۹٫۳ (۴۹)            | ۱۴٫۶ (۵۸)           | ۱۶٫۳ (۶۱)           | ۱۴٫۵ (۵۸)           | ۸٫۶ (۴۷)            | ۰٫۱ (۳۲)            | −۸٫۵ (۱۷)           | −۱۵٫۰ (۵)           | ۰٫۲۶ (۳۲٫۴)         |
| میانگین کم‌ترین °C (°F)            | −۲۲٫۶ (−۹)          | −۲۱٫۱ (−۶)          | −۱۳٫۶ (۸)           | −۵٫۱ (۲۳)           | ۳٫۰ (۳۷)            | ۸٫۳ (۴۷)            | ۱۰٫۴ (۵۱)           | ۸٫۶ (۴۷)            | ۲٫۷ (۳۷)            | −۴٫۹ (۲۳)           | −۱۳٫۷ (۷)           | −۲۰٫۲ (−۴)          | −۵٫۶۸ (۲۱٫۸)        |
| سابقهٔ کم‌ترین °C (°F)              | −۳۷٫۹ (−۳۶)         | −۴۰٫۲ (−۴۰)         | −۳۴ (−۲۹)           | −۲۰٫۸ (−۵)          | −۱۰٫۰ (۱۴)          | −۲٫۳ (۲۸)           | ۰٫۶ (۳۳)            | −۳٫۰ (۲۷)           | −۱۶٫۵ (۲)           | −۲۳٫۵ (−۱۰)         | −۳۲٫۹ (−۲۷)         | −۳۶ (−۳۳)           | −۴۰٫۲ (−۴۰)         |
| بارندگی میلی‌متر (اینچ)            | ۰٫۶ (۰٫۰۲)          | ۰٫۵ (۰٫۰۲)          | ۱٫۳ (۰٫۰۵)          | ۴٫۵ (۰٫۱۸)          | ۱۰٫۶ (۰٫۴۲)         | ۲۵٫۰ (۰٫۹۸)         | ۳۴٫۰ (۱٫۳۴)         | ۲۰٫۰ (۰٫۷۹)         | ۱۲٫۵ (۰٫۴۹)         | ۳٫۰ (۰٫۱۲)          | ۰٫۷ (۰٫۰۳)          | ۱٫۰ (۰٫۰۴)          | ۱۱۳٫۷ (۴٫۴۸)        |
| میانگین روزهای بارندگی (≥ ۱.۰ mm) | ۰٫۲                 | ۰٫۲                 | ۰٫۵                 | ۱٫۰                 | ۲٫۳                 | ۵٫۱                 | ۷٫۱                 | ۴٫۳                 | ۲٫۸                 | ۰٫۷                 | ۰٫۲                 | ۰٫۲                 | ۲۴٫۶                |
| منبع: NOAA (1961-1990)            |                     |                     |                     |                     |                     |                     |                     |                     |                     |                     |                     |                     |                     |